# Burial (músico)
William Bevan, conhecido popularmente como Burial (agosto, 1979), é um músico de Londres, Inglaterra, que produz música eletrônica nos estilos future garage, techno, ambient e experimental. É reconhecido como o pai do future garage e um dos pioneiros do gênero eletrônico dubstep, mesmo possuindo uma identidade bem distinta do que é popularmente conhecido como dubstep atualmente.

## História
No início de sua carreira, suas faixas eram construídas em softwares simples (como Sound Forge, por exemplo), limitados em recursos e efeitos sonoros. Os blocos percussivos são baseados no subgênero 2-step, podendo ser assimilado ao house. Algumas faixas, como Broken Home, não seguem padrões ritmicos convencionais. Atualmente, o digital audio workstation (DAW) utilizado por Burial é desconhecido, mas fãs especulam que possa ser o Ableton Live ou também, Logic X, já que uma evolução técnica de qualidade de mixagem e masterização é perceptível em suas músicas mais recentes.
Burial possui uma identidade misteriosa, não somente por ter pouquíssimas fotos divulgadas de forma oficial, mas por manter sua vida pessoal estritamente privada, seu reconhecimento musical começou que com seu álbum auto-intitulado de estreia, Burial, de 2006. A revista The Wire o nomeou o álbum do ano. O disco também apareceu nas listas de melhores de 2006 da Mixmag (5º lugar) e, The Observer Music Monthly (19ª posição) do The Guardian.
O segundo álbum do Burial, Untrue, de 2007, também foi aclamado pela crítica, sendo o segundo álbum mais bem cotado, de acordo com a análise do site Metacritic. E, foi selecionado para concorrer ao Mercury Prize de 2008, sendo um dos favoritos daquele ano, mesmo concorrendo com artistas como Radiohead e The Last Shadow Puppets.

## Discografia

### Álbuns
- 2006: Burial (Hyperdub)
- 2007: Untrue (Hyperdub)

### EPs
- 2005: South London Boroughs (Hyperdub)
- 2006: Distant Lights (Hyperdub)
- 2007: Ghost Hardware (Hyperdub)
- 2011: Street Halo (Hyperdub)
- 2012: Kindred (Hyperdub)
- 2012: Truant / Rough Sleeper (Hyperdub)
- 2013: Rival Dealer (Hyperdub)
- 2016: Young Death / Nightmarket (Hyperdub)
- 2017: Subtemple / Beachfires (Hyperdub)
- 2017: Rodent (Hyperdub)
- 2017: Pre Dawn / Indoors (Nonplus)
- 2018: Claustro / State Forest (Hyperdub)

Compilações
- 2012: Street Halo / Kindred (Beat)
- 2019: Tunes 2011–2019 (Hyperdub)

### Colaborações
- 2009: Moth / Wolf Cub (Com Four Tet, Text Records)
- 2010: Vial (Com Breakage em Foundation, Digital Soundboy Recording Co)
- 2010: Night Air (Co-Produção de Jamie Woon, Candent Songs)
- 2011: Ego / Mirror (Com Four Tet e Thom Yorke, Text Records)
- 2012: Nova (Com Four Tet)
- 2016: Sweetz (de Zomby, com participação de Bevan)
- 2018: Fog / Shrine (Como Flame 1, projeto colaborativo com The Bug)
- 2019: Dive / Rain (Como Flame 2, projeto colaborativo com The Bug)
- 2022: Candy (de Rosalía) - com parte do refrão de Archangel

### Remixes
- 2006: Blackdown - Crackle Blues (Burial Remix) (Keysound Recordings)
- 2007: Jamie Woon - Wayfaring Stranger (Burial Remix) (Live Recordings)
- 2007: Bloc Party - Where Is Home? (Burial Remix) (Wichita Recordings)
- 2007: Thom Yorke - And It Rained All Night (Burial Remix) (XL)
- 2010: Commix - Be True (Burial Remix) (Metalheadz)
- 2011: Massive Attack - Four Walls / Paradise Circus (Inhale Gold)
- 2017: Goldie - Inner City Life (Burial Remix)
- 2017: Mønic - Deep Summer (Burial Remix)
- 2019: Luke Slater - Love (Burial Remix)

### Músicas Inéditas
(Músicas que não foram lançadas oficialmente ou não foram lançadas como singles/fizeram parte de projetos paralelos)
- Untitled (Com dBridge & Instra:mental)
- Untitled (Com Four Tet)
- Afterglow
- Archeron
- Cold Planet
- Feral Witchchild
- Gaslight
- Lambeth
- Speedball 2
- Stairwell
- Stay
- True Love
- U Hurt Me (version)
- Unamed (untitled2)
- Old Tape
- Starlore